# Christian Hermann Weisse
Christian Hermann Weisse (Lipsia, 10 agosto 1801 – Lipsia, 19 settembre 1866) è stato un filosofo, teologo protestante tedesco.

Studiò all'università di Lipsia, aderendo inizialmente alla scuola hegeliana per poi mutare orientamento e giungere a condividere le idee di Schelling. Sviluppò un nuovo teismo speculativo, divenendo avversario dell'idealismo panteistico di Hegel. Nel suo discorso sul futuro della Chiesa protestante (Reden über die Zukunft der evangelischen Kirche, 1849), individuò l'essenza del cristianesimo nella concezione formulata da Gesù del padre celeste, del Figlio dell'Uomo e del Regno dei Cieli. Nel suo lavoro sulla dogmatica filosofica (Philosophische Dogmatik oder Philosophie des Christentums, 3 volumi, 1855-1862) tentò di ridurre tutti i dogmi del cristianesimo a postulati naturali della ragione o della coscienza attraverso la loro idealizzazione.
Fu il primo teologo a proporre la teoria delle due fonti come soluzione del problema sinottico (1838), ovvero la teoria secondo la quale il Vangelo secondo Marco fu scritto per primo ed usato, assieme a una fonte perduta detta «fonte Q» (dal tedesco Quelle = fonte), come documento di base per la compilazione indipendente sia del Vangelo secondo Matteo sia  del Vangelo secondo Luca.

## Opere
- Die Idee der Gottheit, 1833
- Die philosophische Geheimlehre von der Unsterblichkeit des menschlichen Individuums, 1834
- Büchlein von der Auferstehung, 1836
- Die evangelische Geschichte, kritisch und philosophisch bearbeitet, 2 voll., 1838
- Philosophische Dogmatik oder Philosophie des Christentums, 3 voll., 1855-1862
- Die Evangelienfrage in ihrem gegenwärtigen Stadium, 1856
- Psychologie und Unsterblichkeitslehre, a cura di R Seydel, 1869